# Jean Couveignes
 (signalé en août 2025).
Si vous disposez d'ouvrages ou d'articles de référence ou si vous connaissez des sites web de qualité traitant du thème abordé ici, merci de compléter l'article en donnant les références utiles à sa vérifiabilité et en les liant à la section « Notes et références ».
- Archive Wikiwix
- Bing
- Cairn
- DuckDuckGo
- E. Universalis
- Gallica
- Google
- G. Books
- G. News
- G. Scholar
- Persée
- Qwant
- (zh) Baidu
- (ru) Yandex
- (wd) trouver des œuvres sur Wikidata

Pas d'image ? Cliquez ici

a Compétitions nationales et continentales officielles uniquement.

Jean Couveignes, né le 16 avril 1932 à Albi (Tarn) et mort le 20 décembre 1989 dans la même ville, est un joueur français de rugby à XIII évoluant au poste d'ailier ou de centre dans les années 1950 à 1960.
Il commence sa carrière au sein du R.C. Albigeois où il s'y est formé. Il remporte le titre de  Championnat de France en 1956. En 1957, il joue durant deux saisons au sein du Toulouse olympique XIII, puis revient en 1959 au R.C. Albigeois, connaissant une finale perdue du Championnat de France.

## Palmarès
- Collectif :
  - Vainqueur du Championnat de France : 1956 (Albi ).
  - Finaliste du Championnat de France : 1960 (Albi ).

### Détails en club
| Saison    | Saison                  | Championnat           | Championnat | Coupe           | Coupe      |
| Saison    | Saison                  | Comp.                 | Class.      | Comp.           | Class.     |
| --------- | ----------------------- | --------------------- | ----------- | --------------- | ---------- |
| 1951-1952 | RC Albigeois            | Championnat de France | 5e          | Coupe de France | 1/4 finale |
| 1952-1953 | RC Albigeois            | Championnat de France | 8e          | Coupe de France | 1/8 finale |
| 1953-1954 | RC Albigeois            | Championnat de France | 8e          | Coupe de France | 1/2 finale |
| 1954-1955 | RC Albigeois            | Championnat de France | 1/2 finale  | Coupe de France | 1/4 finale |
| 1955-1956 | RC Albigeois            | Championnat de France | Champion    | Coupe de France | 1/4 finale |
| 1956-1957 | RC Albigeois            | Championnat de France | Barrages    | Coupe de France | 1/4 finale |
| 1957-1958 | Toulouse olympique XIII | Championnat de France |             | Coupe de France | 1/8 finale |
| 1958-1959 | Toulouse olympique XIII | Championnat de France | 11e         | Coupe de France | 1/8 finale |
| 1959-1960 | RC Albigeois            | Championnat de France | Finaliste   | Coupe de France | 1/4 finale |